# 南京糖

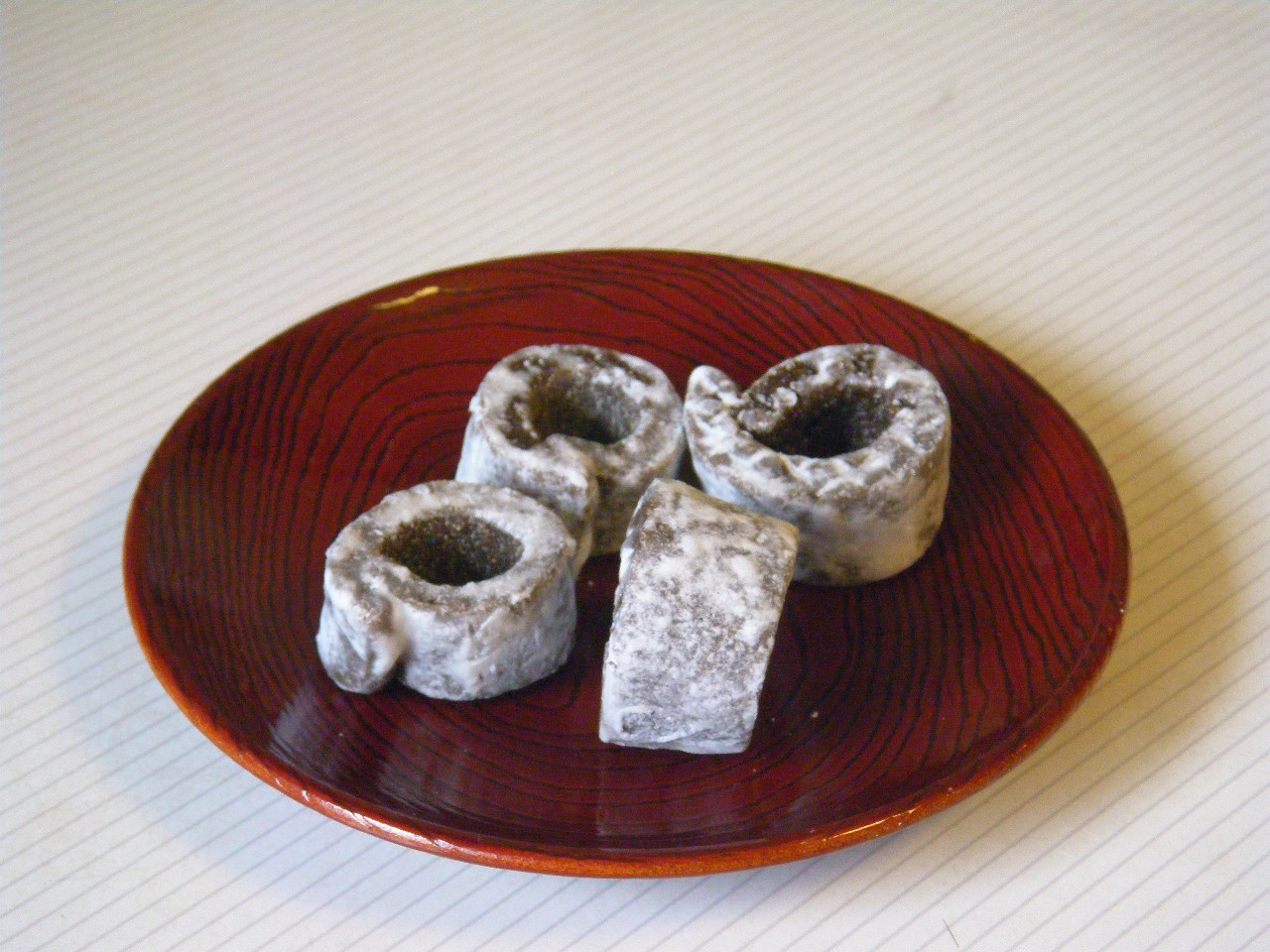
仙台駄菓子・熊谷屋の「指輪」

南京糖（なんきんとう）は、和菓子の一種で、同名でまったく異なるものが2つある。一つは江戸時代に陸奥国塩竈（現在の宮城県塩竈市）の菓子屋越後屋が作った米粉と黒砂糖を練った菓子で、仙台駄菓子に入って輪南京、指輪、きなこくし南京といった商品名で作られている。もう一つは東京の豆菓子屋豆源が作るもので、落花生に砂糖をかけたものである。本項目では、塩竈の南京糖について記す。

## 越後屋の南京糖
越後屋は、宮城郡手樽村出身の初代越後屋喜三郎が塩竈に来て創業した店で、当主は代々喜三郎を名乗った。塩竈に興行に来た南京の曲芸師に南京糖の製法を教えられたという話もあるが、実際のところは不明である。ともかく、江戸時代に南京糖は塩竈の名物として、同じ越後屋の浅みどり昆布、唐飴とともに知られていた。
寛政4年（1792年）に書かれた塩竈の地誌『奥塩地名集』によれば、延享2年（1745年）に江戸にのぼった越後屋喜三郎は、袖ヶ崎屋敷に隠居していた伊達吉村に浅みどり昆布と「南京糖飴」などを献上した。すると、吉村は南京糖の作り方を江戸の菓子師権八に伝授し、代わりに求肥糖の作り方を伝授するよう指示した。こうして、越後屋は「求肥唐飴」を作るようになった。この文面では南京糖は「南京糖飴」とも呼ばれる飴菓子と思われる。ただ、『塩竈市史』が採録した『奥塩地名集』ではこの箇所が「南京糖唐飴等」となっており、これを信ずるなら南京糖を飴とする根拠にはならない。
明治時代の越後屋は、「南京糖」と書かれた大きな看板を掲げて営業した。当時の菓子事情を知る駄菓子研究家の石橋幸作によると、その頃の南京糖には櫛型、輪型、撚り型の三種があった。いずれも黒砂糖を米粉に練り合わせた菓子で、櫛型には和三盆をかけ、輪型には砂糖をかけた。櫛型の南京糖は、櫛の歯の造形を欠き、むしろ細長い半月形や、板かまぼこの断面の形というべきものである。輪型は「輪っこ」とも呼ばれた。
越後屋は大正の末までに廃業し、浅みどり昆布、南京糖など越後屋の名物は作られなくなった。

## 仙台駄菓子
明治時代には、輪型の南京糖が仙台でも作られて代表的な駄菓子になった。当時の輪っこは、他の菓子を製造したあとにできた菓子屑を玉砂糖で固めて作ったという。1960年頃に仙台駄菓子が伝統郷土菓子として確立すると、輪型の南京糖もその一つに入った。「輪南京」（石橋屋・中鉢屋）、「指輪」（熊谷屋）などの商品名をつけられ、仙台駄菓子に欠かせない人気商品になっている。餅米に練りこんだ黒砂糖の風味がして、柔らかで粘りのある歯ごたえを持ち、噛むほどに味が深まる。原料にはきなこを入れたりこうせんを入れたりで、各店によって微妙に異なるようである。
櫛型の南京糖を受け継いだものは、石橋屋で粳米を主原料にきなこを用いた「きなこくし南京」として作られていた。なお、仙台市若林区の「石橋屋」（1885年創業）は2022年（令和4年）3月の地震で配管などに被害を受け、2023年（令和5年）5月に閉店した。